# Pimpinella filipedicellata
Pimpinella filipedicellata är en flockblommig växtart som beskrevs av Shou Lu Liou. Pimpinella filipedicellata ingår i släktet bockrötter, och familjen flockblommiga växter. Inga underarter finns listade i Catalogue of Life.